# Подгора (Тернопольская область)
Подгора (укр. Підгора) — село в Теребовлянской городской общине Тернопольского района Тернопольской области Украины.
До 2020 года входило в Теребовлянский район.
Население по переписи 2001 года составляло 85 человек. Занимает площадь 0.051 км². Почтовый индекс — 48108. Телефонный код — 3551.